# Laura Gore
Laura Gore (Bussoleno, 30 settembre 1918 – Roma, 27 marzo 1957) è stata un'attrice italiana.

## Biografia
Nata a Bussoleno, in provincia di Torino, dotata di una bella voce, partecipò all'VIII Ora del dilettante, trasmissione organizzata dall'EIAR, trasmessa sul primo canale radiofonico dal Teatro Carlo Felice di Genova il 18 maggio 1940 alle 21 e condotta da Nunzio Filogamo, dove si esibí con la canzoncina Gatto in cantina.
Attratta dal mondo del teatro, che frequentò come filodrammatica, iniziò a lavorare a livello professionale in spettacoli di rivista, partecipando anche a piccoli spettacoli radiofonici.
Nelle due stagioni teatrali 1949 e 1951, venne scritturata nella Compagnia di Eduardo De Filippo, interpretando parti brillanti e comiche.
Scoperta dal regista cinematografico Carlo Ludovico Bragaglia, debuttò sul grande schermo nel 1945, nel film Pronto, chi parla?. Girò sino alla metà degli anni 1950 una discreta quantità di pellicole, interpretando spesso parti secondarie da caratterista ma sempre dando ottime prove di recitazione, e marginalmente lavorò anche nel campo del doppiaggio presso gli studi della ODI di Roma.
Ebbe la possibilità di lavorare spesso con Totò e con registi come Pietro Germi, Mario Mattoli, Luigi Comencini e Mario Bonnard.
Morì ancora giovane, all'età di 38 anni, a Roma, in seguito a un attacco di cuore.

## Filmografia

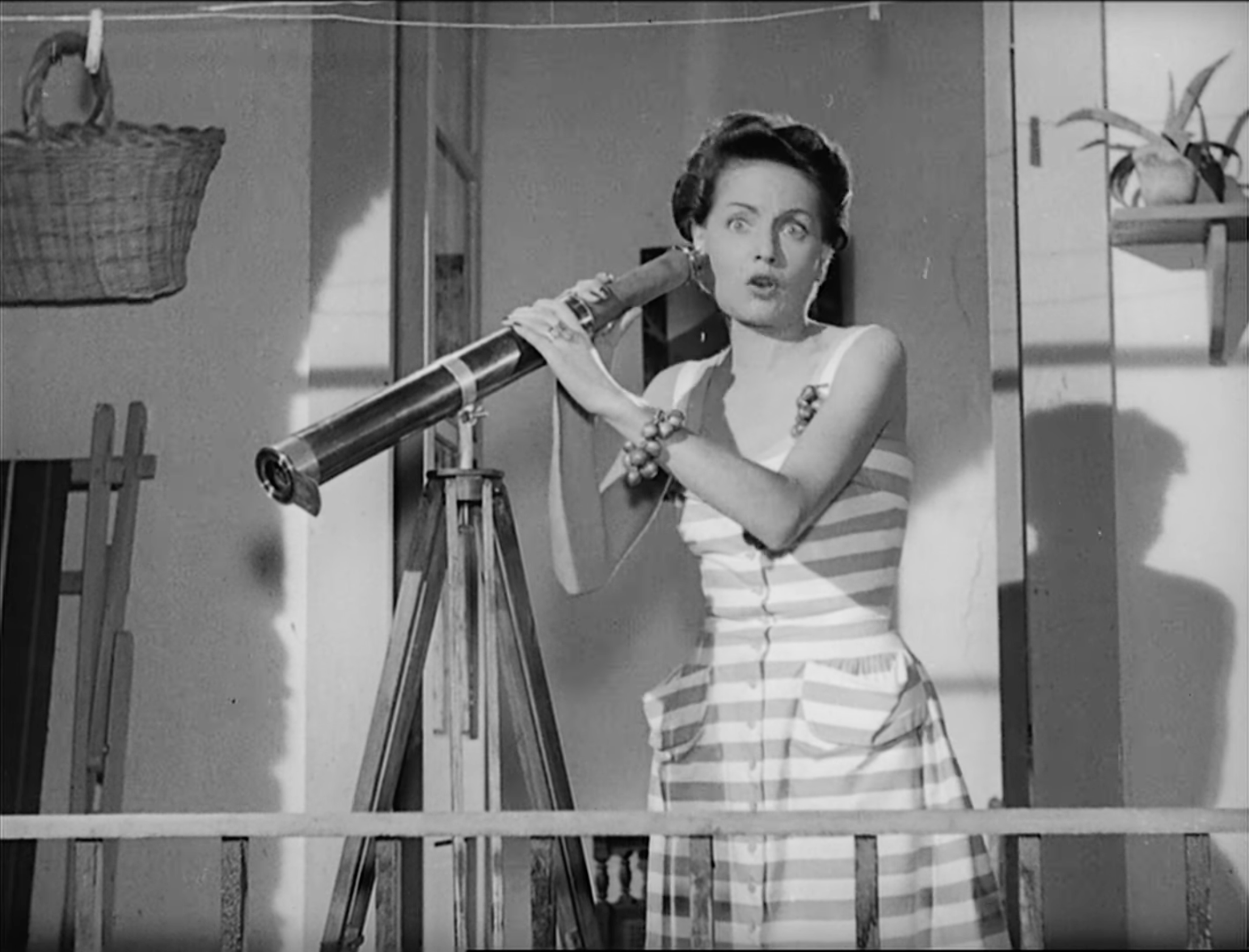
Laura Gore nel film Ragazze da marito di Eduardo De Filippo (1952)

- Gli assi della risata, epis. L'ombrello smarrito, regia di Roberto Bianchi (1943)
- Pronto, chi parla?, regia di Carlo Ludovico Bragaglia (1945)
- Il ratto delle Sabine, regia di Mario Bonnard (1945)
- Le miserie del signor Travet, regia di Mario Soldati (1945)
- Partenza ore 7, regia di Mario Mattoli (1945)
- Le vie del peccato, regia di Giorgio Pàstina (1946)
- Abbasso la ricchezza!, regia di Gennaro Righelli (1946)
- La primula bianca, regia di Carlo Ludovico Bragaglia (1947)
- L'apocalisse, regia di Giuseppe Maria Scotese (1947)
- La figlia del capitano, regia di Mario Camerini (1947)
- Il vento m'ha cantato una canzone, regia di Camillo Mastrocinque (1947)
- Fabiola, regia di Alessandro Blasetti (1949)
- I pompieri di Viggiù, regia di Mario Mattoli (1949)
- L'imperatore di Capri, regia di Luigi Comencini (1949)
- Il vedovo allegro, regia di Mario Mattoli (1949)
- Canzone di primavera, regia di Mario Costa (1950)
- Napoli milionaria, regia di Eduardo De Filippo (1950)
- Domani è un altro giorno, regia di Léonide Moguy (1951)
- Totò sceicco, regia di Mario Mattoli (1950)
- L'inafferrabile 12, regia di Mario Mattoli (1950)
- Libera uscita, regia di Duilio Coletti (1951)
- Stasera sciopero, regia di Mario Bonnard (1951)
- Serenata tragica, regia di Giuseppe Guarino (1951)
- Tormento del passato, regia di Mario Bonnard (1952)
- La donna che inventò l'amore, regia di Ferruccio Cerio (1952)
- La presidentessa, regia di Pietro Germi (1952)
- Ragazze da marito, regia di Eduardo De Filippo (1952)
- Agenzia matrimoniale, regia di Giorgio Pàstina (1952)
- Viva il cinema!, regia di Enzo Trapani (1953)
- Una di quelle, regia di Aldo Fabrizi (1953)
- Napoletani a Milano, regia di Eduardo De Filippo (1953)
- Lulù, regia di Fernando Cerchio (1953)
- Frine, cortigiana d'Oriente, regia di Mario Bonnard (1953)
- Addio, mia bella signora!, regia di Fernando Cerchio (1953)
- Giuseppe Verdi, regia di Raffaello Matarazzo (1953)
- Amore '54, episodio di Cento anni d'amore, regia di Lionello De Felice (1954)
- Cose da pazzi, regia di Georg Wilhelm Pabst (1954)
- La schiava del peccato, regia di Raffaello Matarazzo (1954)
- I tre ladri, regia di Lionello De Felice (1954)
- I pappagalli, regia di Bruno Paolinelli (1955)